# YKK

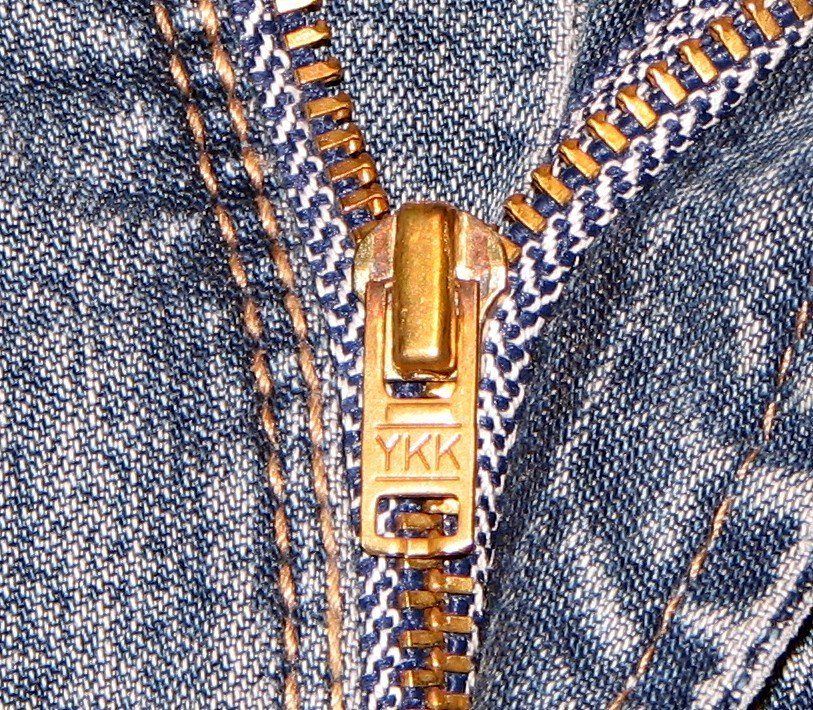
Blixtlås med texten YKK på dragfliken.

YKK (japanska: 吉田工業株式会社,?, Yoshida Kōgyō Kabushiki-kaisha; engelska: YKK Fastening Products Group) är en tillverkare av fästanordningar som grundades i Japan år 1934. Företaget är mest känt för sina blixtlås som har texten YKK tryckt på dragfliken, vilka bland annat är vanligt förekommande på många olika jeansmärken.
YKK är en förkortning för företagets japanska namn, "Yoshida industriaktiebolag", efter grundaren Tadao Yoshida.